# Perilitus luteus
Perilitus luteus är en stekelart som först beskrevs av Szepligeti 1914.  Perilitus luteus ingår i släktet Perilitus och familjen bracksteklar. Inga underarter finns listade i Catalogue of Life.